# Adolfo Barberis
Adolfo Barberis (Torino, 1º giugno 1884 – Torino, 24 settembre 1967) è stato un presbitero italiano, fondatore della Congregazione delle “Suore del Famulato Cristiano”.
Il 13 marzo 1995, la Santa Sede ha concesso il nulla osta per la causa di beatificazione.

## Biografia
Secondo dei quattro figli dell'odontotecnico novarese Carlo Barberis e di Teresa Chione di Caluso (TO), il giorno di Pentecoste, 7 giugno 1884 venne battezzato nella parrocchia di Santa Giulia, fatta costruire dalla marchesa di Barolo e poi serva di Dio Giulia Colbert (1785-1864), situata nel popolare borgo di Vanchiglia. In seguito la famiglia si trasferì nella zona della parrocchia di San Tommaso apostolo, retta dai frati minori francescani e qui ricevette la Prima Comunione il 27 aprile 1893 e la Cresima un mese dopo.
Frequentò le Scuole elementari a Torino e dal 1895 al 1900 fu allievo del ginnasio del seminario minore di Giaveno (TO).
Dal 1900 al 1902 frequentò il biennio filosofico a Chieri e poi fino al 1907 i cinque anni di teologia nel seminario maggiore di Torino. Gli studi non furono però continui, perché a causa delle ristrettezze familiari dovette dedicarsi anche ad altri incarichi in altri luoghi.
Nell'ultimo anno (1906-1907) cominciò a ricoprire l'incarico di segretario personale dell'arcivescovo Agostino Richelmy; lo stesso cardinale lo ordinò sacerdote il 29 giugno 1907, celebrando la prima Messa il giorno dopo, nella chiesa di San Carlo.
Ebbe anche l'intuizione di farsi missionario nella Congregazione dei Missionari della Consolata, fondata nel 1901 dal beato Giuseppe Allamano (1851-1926), ma l'arcivescovo lo dissuase.
Ad ogni modo nel biennio 1907-1909 frequentò da esterno il Convitto Ecclesiastico della Consolata (Scuola di perfezionamento pastorale diretta dal fondatore), sotto la guida spirituale del beato Luigi Boccardo (1861-1936), altra storica figura della santità torinese, insieme al fratello, beato Giovanni Maria Boccardo (1848-1913).
Si laureò in teologia nel 1912, negli anni seguenti conseguì varie nomine nella diocesi e sempre come segretario del cardinale Richelmy, l'accompagnò a Roma nei conclavi che videro eletti papa Benedetto XV nel 1914 e Pio XI nel 1922.
Nei 17 anni che fu segretario, lavorò intensamente nel suo compito, aggravato dalla precaria salute dell'arcivescovo, al quale prestò anche assistenza infermieristica.
Nel contempo fu docente di archeologia e arte sacra in Seminario; fu tra i fondatori e dirigenti dell'Opera Pellegrinaggi a Lourdes; nel 1915 ebbe la nomina a cappellano dell'Ospedale militare “Maria Letizia”, insieme a don Giuseppe Giacosa dirigeva il pensionato universitario “Augustinianum”.
Durante la guerra 1915-18 rappresentò l'arcivescovo di Torino nell'Opera diocesana di assistenza ai profughi, come pure assunse la direzione del settimanale cattolico La Buona Settimana che nel 1920 si trasformò in organo ufficiale della diocesi.
La sua opera di braccio destro dell'anziano cardinale, lungo tutto il lungo episcopato, ebbe fasi importantissime per la storia della città e della Chiesa torinese; la trasformazione in città industriale e operaia, la crisi del movimento cattolico, la crisi modernista, la tragedia della prima guerra mondiale, la crisi sociale che portò al fascismo, il diventare Torino centro del movimento comunista con Gramsci e Togliatti.
Padre Adolfo Barberis fu anche fondatore delle Suore del Famulato Cristiano, istituzione che lo impegnò per tutta la vita, con lo scopo di formare, istruire, dare dignità alle domestiche, che immigravano numerose a Torino, in altre parole era una moralizzazione del servizio domestico, che poi si precisò ulteriormente nell'apostolato al servizio delle famiglie. L'istituzione è oggi presente in Italia e Colombia.
Divenne successivamente confessore e direttore spirituale di molti sacerdoti della diocesi; grande cultore della Sindone, nel 1959 divenne membro del consiglio direttivo del Centro Internazionale di Sindonologia; consulente ecclesiastico della “Società Operaia” o “Opera del Getsemani” fondata dal professor Luigi Gedda.
Nel 1958 subì un serio intervento chirurgico per l'asportazione di un tumore, ma il suo fisico era già da anni cagionevole di salute.
Padre Adolfo morì nella Casa madre del suo istituto in Torino, il 24 settembre 1967 all'età di 83 anni e venne sepolto nella nuova Chiesa del Gesù, da lui voluta e progettata per la casa madre e consacrata appena pochi giorni prima dal cardinale Michele Pellegrino suo grande amico.

## Causa di beatificazione
Il 3 aprile 2014 è stato promulgato il decreto sulle virtù eroiche, che ne ha autorizzato il titolo di venerabile.

## Opere
- Sac. Adolfo Barberis, Come si guarda la SS. Sindone (PDF), Cantalupa, Effatà, 2015, ISBN 9788869290596. Riedizione digitale con introduzione e note di Gian Maria Zaccone (edizione originale: Torino, L.I.C.E., 1933).